# Okres Trnava

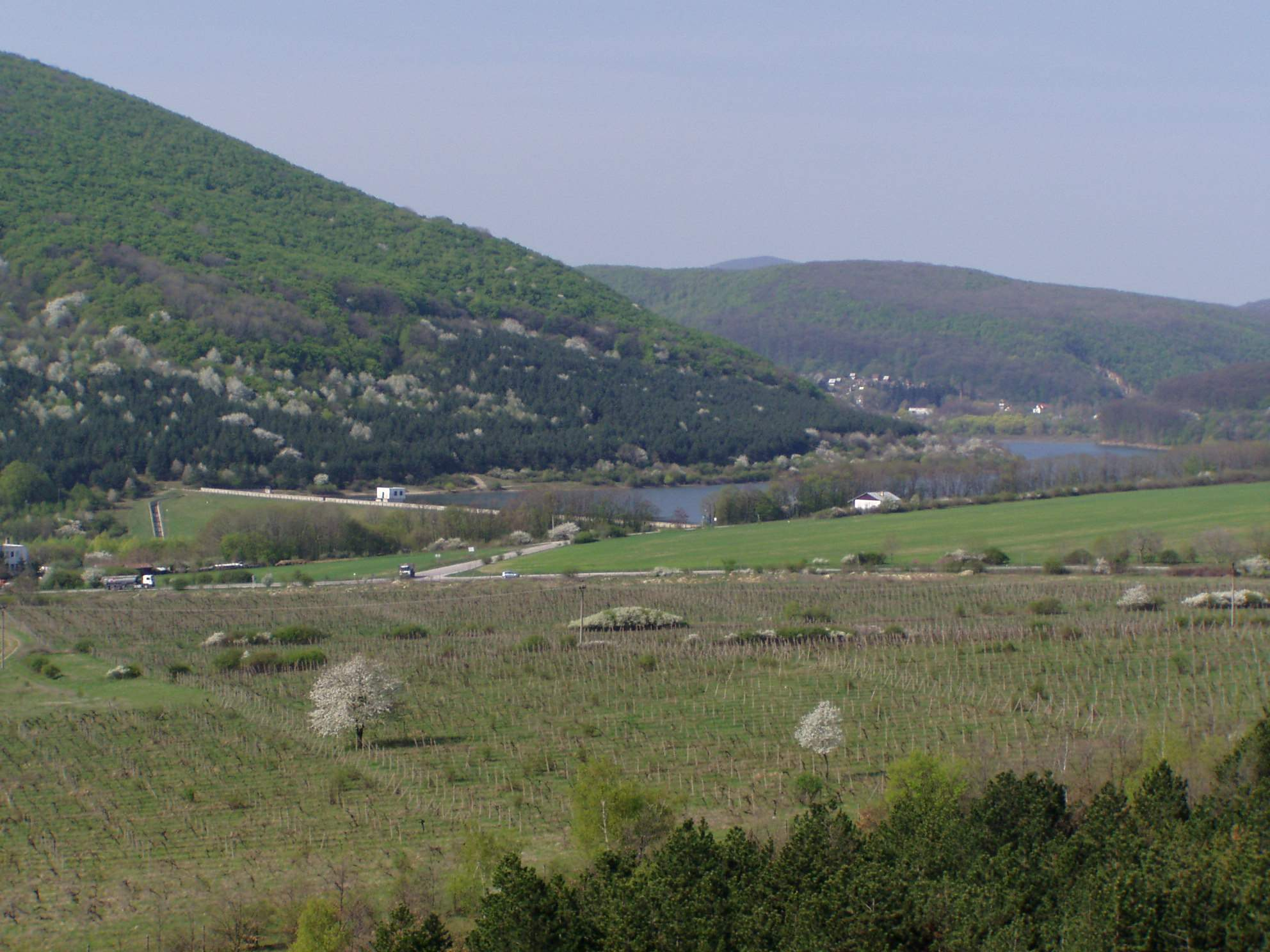
Orešanská přehrada

Okres Trnava je jeden z okresů Slovenska. Leží v jihozápadí časti Slovenska, v Trnavském kraji, v jeho západní části. Na severu hraničí s okresem Senica a Malacky, na západě s okresy Pezinok a Senec, na jihu s okresem Galanta a na východě s okresy Piešťany, Hlohovec a Myjava.
Trnavský okres je důležitý pro zásobování Slovenska elektrickou energií. Nachází se zde Jaderná elektrárna Jaslovské Bohunice s výkonem 440 MW. V roce 2011 byla uvedená do provozu Paroplynová elektrárna Malženice s instalovaným výkonem 430 MW. Centrum okresu je okresní a zároveň krajské město Trnava.